# Mototurismo

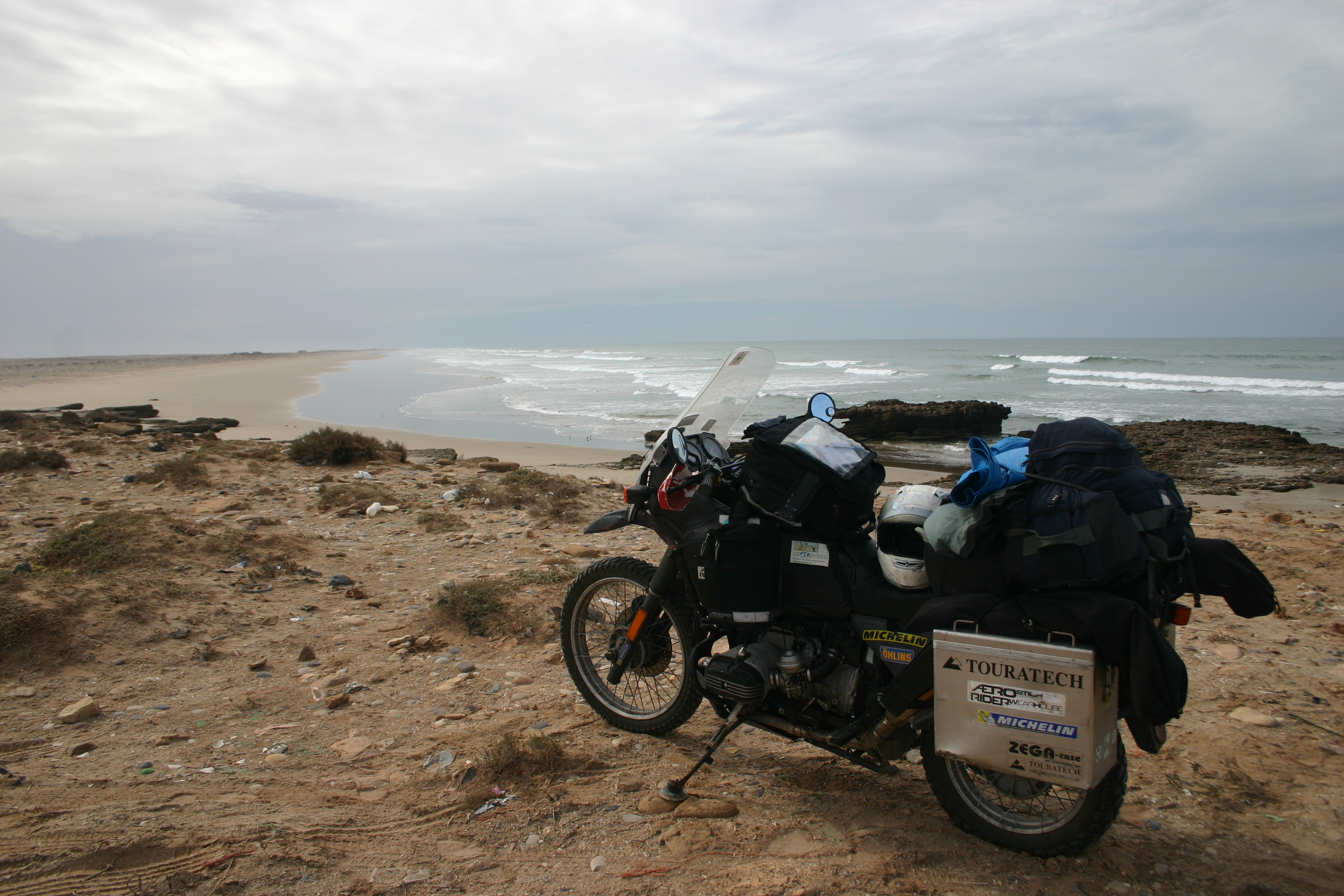
Motos em turnê no Marrocos

Mototurismo é um conceito de viagem cujo meio de transporte é uma moto, (mota / motociclo ) . Caracteriza-se essencialmente pelo espírito de aventura, liberdade e descoberta. O moto-turista é, no geral, uma pessoa de espírito aberto, que se adapta a todas as situações que surjam, e com muita facilidade em criar amizades. Existe o moto-turista solitário, ou os que viajam em grupo, mas o objetivo é sempre percorrer estradas e caminhos para conhecer profundamente todos os lugares e gentes por onde passam.

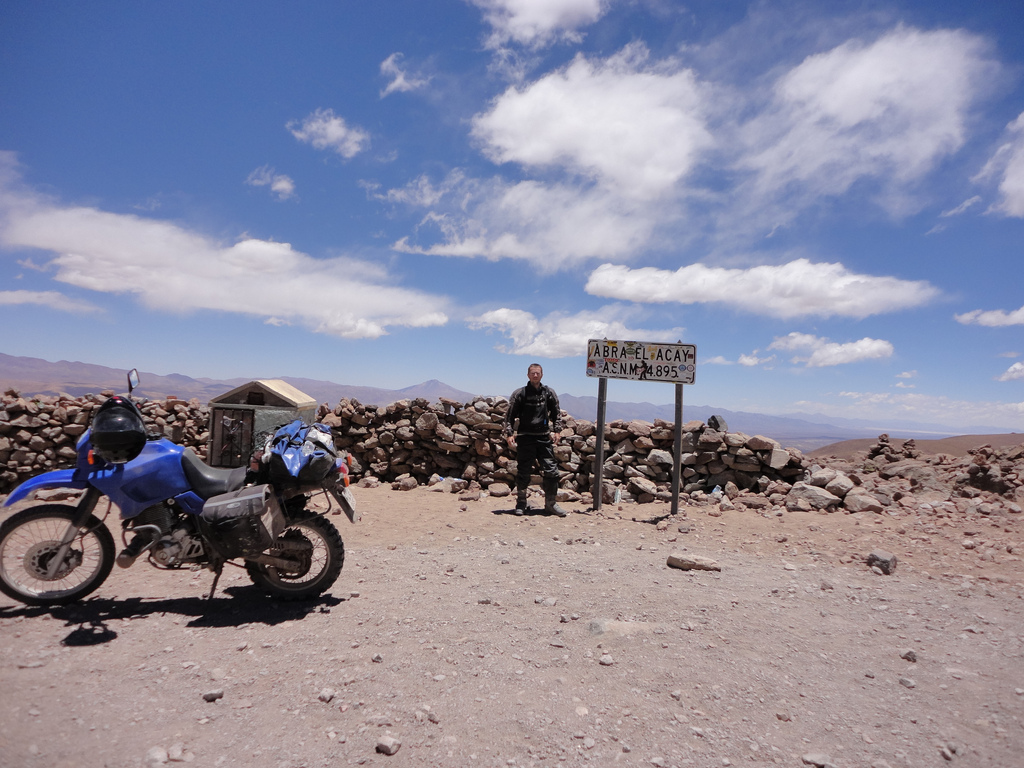
Praticante de mototurismo no Abra del Acay

A necessidade do homem montar uma moto e percorrer caminhos à procura do mundo, mistura-se com o próprio desenvolvimento desta máquina, que se massificou principalmente graças à Primeira Guerra Mundial e rapidamente passou a fazer parte do imaginário dos mais aventureiros. Este espírito de aventura, liberdade e descoberta foi-se desenvolvendo de tal forma, que em meados dos anos 50 surgiu o termo "mototurismo", evoluindo até à atualidade.
Uma das vantagens da viagem com motos em comparação com carros é que de carro você aprecia a paisagem, mas de moto fazemos parte dela.
Existem também tipos ou categorias de mototurismo. O mototurismo guiado é praticado por aqueles motociclistas que necessitam de estrutura para viajar. Geralmente escolhem o destino e uma empresa que fornece moto no destino, guia, reservas de hotéis, carro de apoio e toda a estrutura necessária para otimizar o tempo total de sua viagem, dispensando qualquer preocupação com planejamento da viagem. O mototurismo Autoguiado é a categoria mais comum entre os motociclistas, onde o próprio motociclista escolhe o destino, roteiro e tempo que quer se dedicar à viagem. Nesse caso a dedicação em planejamento deve ser o mais importante e que provavelmente tomará mais tempo. Planejar seu roteiro sem conhecer o local onde passará, levará horas e horas de planejamento. Para que tudo sai como planejado, o motociclista busca referências de quem já fez a viagem para minimizar possíveis intercorrências no caminho.
Existem muitas empresas que organizam viagens para motos, assim como existem muitos bloggers , vloggers e mototuristas que divulgam as suas experiencias, destinos e spots,
Na União Europeia, nomeadamente em Portugal, há regras a cumprir, como o uso obrigatório de capacete, sendo que noutros países dentro da União Europeia pode ser exigido mais equipamento para circular na mota.
Por norma, o mototurista / motociclista usa:
– capacete;
– luvas;
– blusão;
– calças próprias ou joelheiras;
– calçado próprio;
– o veículo tem de circular sempre com a luz de cruzamento (médios) ligada.